# أديليندي كورنليسين
مونيك أديليند كورنليسين (من مواليد 8 يوليو 1979 في بيلين، درينثي) هي فارسة هولندية في رياضة الفروسية وترويض خيول هولندية.  حازت على الميدالية الفضية في الفروسية والميدالية البرونزية في مسابقة الفرق (مع أنكي فان غرونسفين وإدوارد غال. ضمن دورة الألعاب الأولمبية الصيفية 2012 في لندن، شاركت في دوري ألعاب أولمبية في مسابقة الفروسية في الألعاب الأولمبية الصيفية 2012، الألعاب الأولمبية الصيفية 2016 ريو دي جانيرو، البرازيل.
حققت المركز الثاني في البطولة الوطنية للصالات المغلقة خلف أنكي فان غرونسفين عام 2008، كما مثّلت هولندا في ذلك العام كلاعبة احتياطية في دورة الألعاب الأولمبية الصيفية 2008 في بكين. تكوّن الفريق الهولندي من أنكي فان غرونسفين، وإيمكي شيليكينز-بارتلز ، وهانز بيتر ميندرهود. في بطولة أوروبا للفروسية  في روتردام في أغسطس 2011، فازت بالميدالية الذهبية مرتين مع حصانها غيريش بارزيفال، أولاً في الفئة الخاصة ثم في الفئة الحرة. في 20 أبريل 2012، فازت في سباق برابانت داخل الصالات في هولندا.

## نشأتها
وُلدت أديليندي كورنيليسن  في 08 يوليو 1979 في بيلين. كان والداها مُدرِّسين. بدأت كورنيليسن ركوب الخيل في سن السادسة، في البداية على المهور. حققت نجاحاتها التنافسية الأولى مع المهرة "آيشى"، وهي مهرة ويلزية ، فازت ومعها في بطولتي هولندا الخارجية والداخلية لترويض المهور (في فئة ترويض زي 2) عام 1995. ومع المهور ويتسن (المهرة "آيشى") ومستر برايد، فازت في بطولة مقاطعة درينثي في عام 1997، فازت في بطولتي هولندا زي 1 للترويض مع خيل "مستر برايد". في نفس العام أصبحت بطلة وطنية في بطولة الاحتياط في فئة زي زي-خفيف، تلاها نفس اللقب في فئة زي زي-ثقيل في عام 2005، ومرتين على الخيل "بارزيفال". في عام 2007، فازت مع بارزيفال في البطولة الوطنية الهولندية في الفئة الثقيلة وفازت بميداليتين فضيتين، في اجتماعات الجائزة الكبرى الدولية في فالستيربو وهيرنتالز.في فالستربو احتلت المركز الثاني في سباق الجائزة الكبرى الخاص، خلال سباق الجائزة الكبرى في روتردام فازت هي وزملاؤها في الفريق بالميدالية الذهبية في مسابقة الأمم، وجاءت في المركز الثالث في الجائزة الكبرى الخاصة. فازت بميدالية برونزية أخرى في أرنهيم.

## مسيرتها في الفروسية
اختيرت كورنيليسن لتمثيل هولندا في دورة الألعاب الأولمبية الصيفية 2008 في بكين كلاعبة احتياطية. تألف الفريق الأصلي من أنكي فان غرونسفين، وإيمكي بارتلز، وهانز بيتر ميندرهود. في بطولة أوروبا للقفز والترويض 2009 للاتحاد الدولي للفروسية، فازت بذهبية سباقات الفرق والفردي (الجائزة الكبرى الخاصة) مع بارزيفال، كما فازت بالميدالية الفضية في سباق الجائزة الكبرى الحرة. في دورة الألعاب العالمية للفروسية 2010، أُقصيت كورنيليسن من سباق الجائزة الكبرى بسبب وجود دم في فم بارزيفال نتيجة عضه لسانه.
في عام 2011 فازت أديليند كورنليسين بنهائي كأس العالم لرياضة الفروسية 2011 في لايبزيج مع فريق بارزيفال. في بطولة أوروبا لرياضة الفروسية 2011 في روتردام، فازت بالميداليتين الذهبيتين الفرديتين بارزيفال، وفاز الفريق الهولندي بالميدالية البرونزية. وفي عام 2012، فازت بالميدالية البرونزية في منافسات الفرق في الألعاب الأولمبية والميدالية الفضية في منافسات الفروسية الفردية في بارزيفال. وفي اليوم التالي لفوز أديليندي بالميدالية الفضية الفردية، وعندما سألها مقدم برنامج بي بي سي بريكفاست، بيل تورنبول، عن سبب عدم فوز أديليندي كورنليسن بالذهبية، صرح رئيس لجنة تحكيم الترويض، ستيفن كلارك، بأن حصانها كان يعاني من حالة تقاطع الفكين.
في بطولة أوروبا لرياضة الفروسية لعام 2013، فازت بالميدالية الفضية للفرق وميداليتين برونزيتين في أحداث فردية. في دورة الألعاب الأولمبية الصيفية 2016 في ريو دي جانيرو، انسحبت كورنليسين من مسابقة الفروسية الجماعية بسبب القلق على صحة حصانها بارزيفال.

## روابط خارجية
- أديليندي كورنليسين في موقع أوليمبيديا